# 183P/Korlević-Jurić
La comète Korlević-Jurić, officiellement 183P/Korlević-Jurić, est une comète périodique du système solaire, découverte le 18 février 1999 par Korado Korlević et Mario Jurić.